# Alabandin
Alabandin, auch unter den bergmännischen Bezeichnungen Manganblende, Manganglanz, Braunsteinblende und Braunsteinkies bekannt, ist ein eher selten vorkommendes Mineral aus der Mineralklasse der „Sulfide und Sulfosalze“ mit der chemischen Zusammensetzung α-MnS oder kurz MnS und damit chemischen gesehen Mangan(II)-sulfid.
Alabandin kristallisiert im kubischen Kristallsystem und entwickelt meist würfelige oder oktaedrische Kristalle, kommt aber auch in Form körniger bis massiger Aggregate vor. Das Mineral ist im Allgemeinen undurchsichtig und zeigt auf den Oberflächen der eisenschwarzen Kristalle einen halbmetallischen Glanz. Mit der Zeit laufen diese allerdings braun an und werden matt. In dünnen Splittern kann Alabandin tiefgrün bis braun und rot durchscheinend sein. Polierte Flächen erscheinen im Auflicht zudem grauweiß. Die Strichfarbe des Minerals ist dagegen grün bis bräunlich.

## Etymologie und Geschichte
Alabandin wurde nach seinem angeblichen ersten Fundort Alabanda (auch Alabandia) in Kleinasien in der heutigen Türkei benannt. Tatsächlich wurde das Mineral, im Gegensatz zu dem ebenfalls nach diesem Ort benannten Granat-Mineral Almandin, jedoch bisher nie in der Türkei nachgewiesen.
Erstmals beschrieben wurde das Mineral 1784 von Franz Joseph Müller von Reichenstein in einem Vorkommen in Siebenbürgen, der es als „Schwarze Blende“ bezeichnete und nach seinen Bestimmungsversuchen für Braunstein hielt. Als Typlokalität gilt heute der rumänische Ort Sacarîmb im Kreis Hunedoara. Die heutige Bezeichnung Alabandin wurde 1832 von François Sulpice Beudant geprägt.
Da der Alabandin bereits lange vor der Gründung der International Mineralogical Association (IMA) bekannt und als eigenständige Mineralart anerkannt war, wurde dies von ihrer Commission on New Minerals, Nomenclature and Classification (CNMNC) übernommen und bezeichnet den Alabandin als sogenanntes „grandfathered“ (G) Mineral. Die ebenfalls von der IMA/CNMNC anerkannte Kurzbezeichnung (auch Mineral-Symbol) lautet „Abd“.
Ein Aufbewahrungsort für das Typmaterial des Minerals ist bisher nicht bekannt.

## Klassifikation
Bereits in der zuletzt 1977 überarbeiteten 8. Auflage der Mineralsystematik nach Strunz gehörte der Alabandin zur Mineralklasse der „Sulfide und Sulfosalze“ und dort zur Abteilung der „Sulfide mit M(etall) : S(chwefel) = 1 : 1“, wo er zusammen mit Altait, Clausthalit, Galenit, Niningerit und Oldhamit die „Galenit-Reihe“ mit der Systemnummer II/B.11 bildete.
In der zuletzt 2018 überarbeiteten Lapis-Systematik nach Stefan Weiß, die formal auf der alten Systematik von Karl Hugo Strunz in der 8. Auflage basiert, erhielt das Mineral die System- und Mineralnummer II/C.15-030. Dies entspricht der Abteilung „Sulfide mit dem Stoffmengenverhältnis Metall : S,Se,Te ≈ 1 : 1“, wo Alabandin zusammen mit Altait, Clausthalit, Crerarit, Galenit, Keilit, Niningerit und Oldhamit eine unbenannte Gruppe mit der Systemnummer II/C.15 bildet.
Auch die von der IMA zuletzt 2009 aktualisierte 9. Auflage der Strunz’schen Mineralsystematik ordnet den Alabandin in die Abteilung der „Metallsulfide, M : S = 1 : 1 (und ähnliche)“ ein. Diese ist allerdings weiter unterteilt nach den in der Verbindung vorherrschenden Metallen, so dass das Mineral entsprechend seiner Zusammensetzung in der Unterabteilung „mit Zinn (Sn), Blei (Pb), Quecksilber (Hg) usw.“ zu finden ist, wo es zusammen mit Altait, Clausthalit, Galenit, Keilit, Niningerit, Oldhamit die „Galenitgruppe“ mit der Systemnummer 2.CD.10 bildet.
Die vorwiegend im englischen Sprachraum gebräuchliche Systematik der Minerale nach Dana ordnet den Alabandin ebenfalls in die Klasse der „Sulfide und Sulfosalze“ und dort in die Abteilung der „Sulfidminerale“ ein. Auch hier ist er zusammen mit Altait, Borovskit, Clausthalit, Crerarit, Galenit, Keilit, Niningerit und Oldhamit in der „Galenit-Gruppe (isometrisch: Fm3m)“ mit der Systemnummer 02.08.01 innerhalb der Unterabteilung „Sulfide – einschließlich Seleniden und Telluriden – mit der Zusammensetzung AmBnXp, mit (m+n) : p = 1 : 1“ zu finden.

## Kristallstruktur
Alabandin kristallisiert im kubischen Kristallsystem mit der Raumgruppe Fm3m (Raumgruppen-Nr. 225) mit dem Gitterparameter a = 5,22 Å sowie 4 Formeleinheiten pro Elementarzelle.

## Eigenschaften
Das Mineral ist gewöhnlich undurchsichtig und zeigt auf den Kristallflächen nur in frischem Zustand metallischen bis halbmetallischen Glanz. Nach einiger Zeit läuft es bräunlichschwarz an und wird matt. Auf der Strichtafel hinterlässt Alabandin einen grünen Strich.
Alabandin ist vor der Lötlampe nur schwer schmelzbar.

## Modifikationen und Varietäten
Die Verbindung MnS (Mangan(II)-sulfid) ist dimorph, das heißt, sie tritt in der Natur neben der kubischen Modifikation des Alabandin noch als hexagonal kristallisierender Rambergit auf.

## Bildung und Fundorte

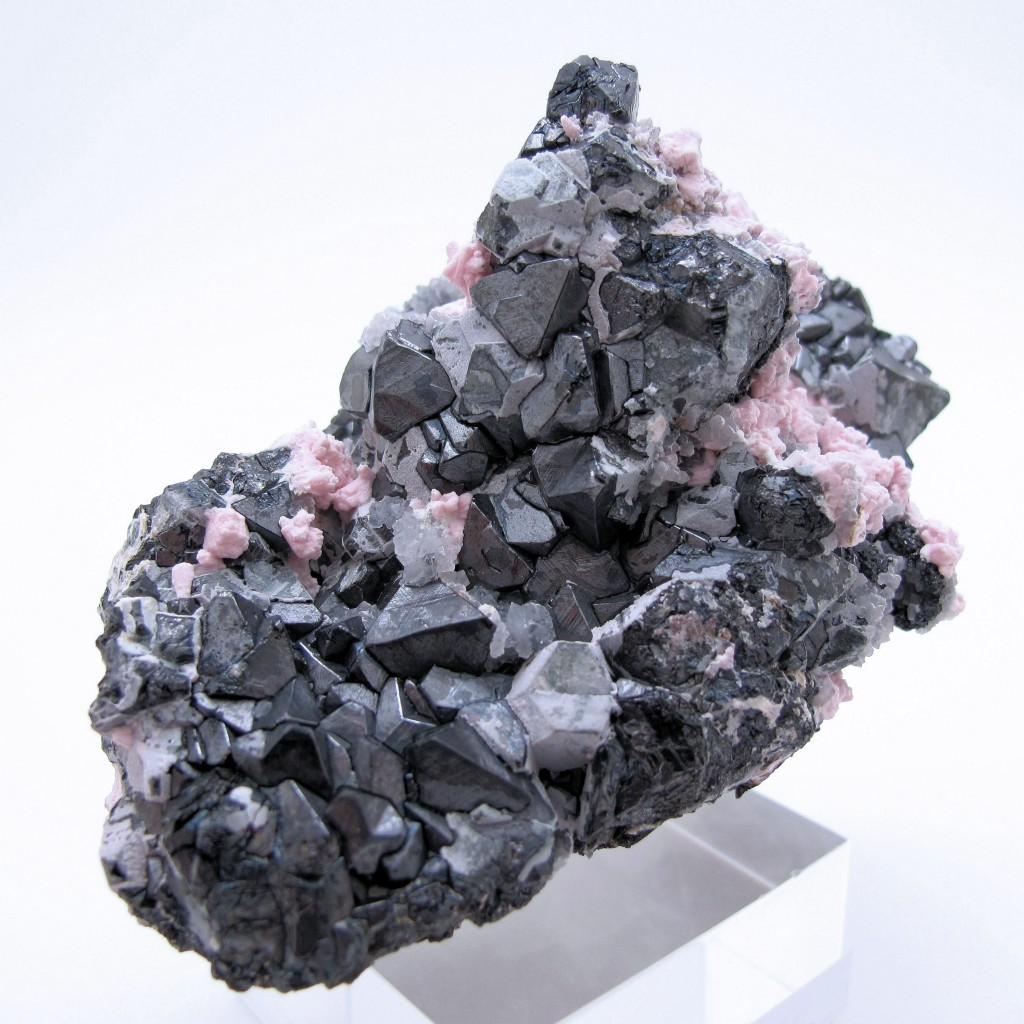
Alabandin mit Rhodochrosit und Quarz aus der Uchucchacua Mine, Provinz Oyón, Peru (Größe: 84 mm × 58 mm × 45 mm)

Alabandin bildet sich auf hydrothermalem Wege in Ganglagerstätten (Erzgängen), wobei es oft in Paragenese mit Galenit, Pyrit, Sphalerit, Rhodochrosit, Calcit und anderen zu finden ist.
Als relativ seltene Mineralbildung kann Alabandin an verschiedenen Fundorten zum Teil reichlich vorhanden sein, insgesamt ist er aber wenig verbreitet. Weltweit sind bisher rund 350 Vorkommen für Alabandin dokumentiert (Stand 2024). Neben seiner Typlokalität Sacarîmb, wo mit einem Durchmesser von bis zu zwei Zentimetern auch die bisher größten Kristalle gefunden wurden, trat das Mineral in Rumänien noch bei Brad im Kreis Hunedoara und bei Roșia Montană im Kreis Alba auf.
In Deutschland fand sich Alabandin in der Grube Segen Gottes bei Gersdorf in der Gemeinde Striegistal (etwa 20 km NW von Freiberg) und in den Haldenresten des Altbergbaugebietes bei Berggießhübel. Ein weiterer Fundort, die Absetzerhalde bei Ronneburg in Thüringen, existiert nicht mehr.
In der Schweiz konnte Alabandin bisher nur am Wassertunnel des Kraftwerk Amsteg in der zum Kanton Uri gehörenden Gemeinde Silenen UR gefunden werden.
Weitere Fundorte sind die Antarktis, Argentinien, Armenien, Australien, Bolivien, Brasilien, Bulgarien, China, Finnland, Frankreich, Ghana, Griechenland, Grönland, Indien, Italien, Japan, der Jemen, Kanada, Kirgisistan Mexiko, Namibia, Neuseeland, Norwegen, Peru, Polen, Russland, Schweden, die Slowakei, Südafrika, Südkorea, Taiwan, Tansania, Tschechien, Usbekistan, das Vereinigte Königreich (Großbritannien) und die Vereinigten Staaten von Amerika (USA).